# .aero
.aero (od ang. aerospace) – domena najwyższego poziomu w Internecie, przeznaczona dla uprawnionych do jej używania firm, organizacji, stowarzyszeń, agencji rządowych i osób prywatnych z dziedzin związanych z transportem lotniczym i sektorem lotnictwa cywilnego. Oprócz oczywistych zastosowań jak linie lotnicze mogą obejmować takie aspekty jak: paliwa lotnicze, kompozyty polimerowe używane w przemyśle lotniczym, lotnicze usługi pogodowe, materiały wysokotemperaturowe do turbin oraz bezpieczeństwo i higiena pracy w zarządzaniu ruchem lotniczym. Jest to pierwsza sponsorowana domena najwyższego poziomu oparta na jednym motywie przemysłowym.
Domena została ogłoszona 16 listopada 2000 r., w pełni operacyjna od czerwca 2001 r. Jest obsługiwany przez SITA, która do tego celu stworzyła i prowadzi Dot Aero Council.
Dwuliterowe kody w domenie.aero są zarezerwowane dla linii lotniczych zgodnie z oznaczeniami linii lotniczych IATA. Trzyliterowe kody były początkowo zarezerwowane wyłącznie dla lotnisk (kod IATA np. MUC dla Monachium), zostały one dopuszczone do rejestracji przez większą społeczność lotniczą 1 grudnia 2008 roku.